# Gouvernement Benkiran I
Pour les articles homonymes, voir Gouvernement Abdel-Ilah Benkiran.
Monarchie constitutionnelle
El Fassi Benkiran II
Le premier gouvernement Benkiran est le trentième gouvernement du Maroc depuis son indépendance en 1956. 
Le Chef du gouvernement a été nommé par un décret royal en date du 29 novembre 2011, conformément à l'article 47 de la Constitution adoptée par référendum le 1er juillet 2011. 
En effet, le 25 novembre 2011, le Parti de la justice et du développement avait remporté les élections législatives anticipées en obtenant 107 sièges sur les 395 qui composent la Chambre des représentants.
Les autres membres ont été nommés par un décret royal en date du 3 janvier 2012.
Ce gouvernement compte, outre le Chef du gouvernement, trente membres et comprend une seule femme, Bassima Hakkaoui.
Il est remplacé le 10 octobre 2013 par le gouvernement Benkiran II à la suite de la sortie du parti de l'Istiqlal de la coalition gouvernementale.

## Élections législatives de 2011
Les résultats définitifs des élections du 25 novembre 2011 ont été annoncés le soir du 27 novembre 2011 par le ministre de l'Intérieur Taib Cherkaoui, le taux de participation a enregistré une légère hausse, s'établissant à 45,40 % alors que celui-ci s'était constamment réduit depuis les législatives de 1984 (67 % en 1984, 62 % en 1993, 58 % en 1997, 50 % en 2002 et 37 % en 2007).
|  | Rang | Parti                                                       | %       | Sièges | Évolution (Législatives 2007) | Participation au gouvernement |
|  | ---- | ----------------------------------------------------------- | ------- | ------ | ----------------------------- | ----------------------------- |
|  | 1er  | Parti de la justice et du développement (PJD)               | 27,08 % | 107    | +61                           | oui                           |
|  | 2e   | Parti de l'Istiqlal (PI)                                    | 15,19 % | 60     | +8                            | oui                           |
|  | 3e   | Rassemblement national des indépendants (RNI)               | 13,16 % | 52     | +13                           | opposition                    |
|  | 4e   | Parti authenticité et modernité (PAM)                       | 11,90 % | 47     | nouveau parti · -8            | opposition                    |
|  | 5e   | Union socialiste des forces populaires (USFP)               | 9,87 %  | 39     | +1                            | opposition                    |
|  | 6e   | Mouvement populaire (MP)                                    | 8,10 %  | 32     | -9                            | oui                           |
|  | 7e   | Union constitutionnelle (UC)                                | 5,82 %  | 23     | -4                            | opposition                    |
|  | 8e   | Parti du progrès et du socialisme (PPS)                     | 4,55 %  | 18     | +1                            | oui                           |
|  | 9e   | Parti travailliste (PT)                                     | 1 %     | 4      | -1                            | opposition                    |
|  | 10e  | Parti du renouveau et de l'équité (PRE)                     | 0,50 %  | 2      | -2                            | soutien                       |
|  | 10e  | Mouvement démocratique et social (MDS)                      | 0,50 %  | 2      | -7                            | soutien                       |
|  | 10e  | Parti de l'environnement et du développement durable (PEDD) | 0,50 %  | 2      | nouveau parti                 | soutien                       |
|  | 10e  | Parti Al Ahd Ad Dimocrati (AHD)                             | 0,50 %  | 2      | nouveau parti                 | soutien                       |
|  | 14e  | Front des forces démocratiques (FFD)                        | 0,25 %  | 1      | -8                            | opposition                    |
|  | 14e  | Parti de l'action (PA)                                      | 0,25 %  | 1      | +1                            | soutien                       |
|  | 14e  | Parti unité et démocratie (PUD)                             | 0,25 %  | 1      | nouveau parti                 | soutien                       |
|  | 14e  | Parti de la liberté et de la justice sociale (PLJS)         | 0,25 %  | 1      | nouveau parti                 | soutien                       |
|  | 14e  | Parti de la gauche verte (PGV)                              | 0,25 %  | 1      | nouveau parti                 | opposition                    |
|  | --   | Total (taux de participation 45,40 %)                       | 100 %   | 395    | --                            |                               |

## Formation
Avec 27 % des sièges à la chambre basse du Parlement, le Parti de la justice et du développement doit se résoudre à former un gouvernement de coalition. Le 30 novembre 2011, trois jours après l'annonce officielle des résultats du scrutin, le PJD lance officiellement un appel aux partis de la Koutla. L'Istiqlal (deuxième au scrutin avec 60 sièges) est le premier parti à se dire intéressé tandis que l'USFP (39 sièges) décline l'offre le 4 décembre 2011, préférant regagner une crédibilité dans l'opposition. Le troisième parti de la Koutla, le Parti du progrès et du socialisme, annonce quant à lui son ralliement au PJD le 10 décembre 2011, invoquant un « compromis historique » qui justifie le dépassement des divergences idéologiques opposant les deux mouvements. 
De son côté, l'Alliance pour la démocratie, coalition politique hétéroclite de partis couramment surnommée le G8 et formée le 5 octobre 2011 dans la perspective des élections, se fissure. Si le PJD a d'emblée écarté l'hypothèse d'une alliance avec le Parti authenticité et modernité (47 sièges), plusieurs partis de la coalition se déclarent intéressés, en premier lieu le Mouvement populaire (32 sièges) et l'Union constitutionnelle (23 sièges). Le 6 décembre 2011, le bureau politique du Mouvement populaire vote à l'unanimité le ralliement au PJD, outrepassant les réticences de la frange réformatrice de la base du parti.

## Coalition gouvernementale
Après 2 semaines de négociations entre le chef du gouvernement Abdel-Ilah Benkiran et les partis politiques susceptibles de participer au gouvernement, la coalition a été officiellement dévoilée le soir du lundi 12 décembre 2011 à la suite de la réunion d'Abdelilah Benkirane avec les secrétaires généraux des partis ayant accepté la participation. Après 5 semaines de négociations, la liste gouvernementale a été approuvée et nommée officiellement le 3 janvier 2012 par le roi Mohammed VI. 
|  | Rang | Parti                                         | % (Législatives 2011) | Sièges (Législatives 2011) | Nombre de ministres         |
|  | ---- | --------------------------------------------- | --------------------- | -------------------------- | --------------------------- |
|  | 1er  | Parti de la justice et du développement (PJD) | 27,08 %               | 107 (+61)                  | 11 (+ Chef du gouvernement) |
|  | 2e   | Parti de l'Istiqlal (PI)                      | 15,19 %               | 60 ( +8)                   | 6                           |
|  | 6e   | Mouvement populaire (MP)                      | 8,10 %                | 32 ( -9)                   | 4                           |
|  | 8e   | Parti du progrès et du socialisme (PPS)       | 4,55 %                | 18 ( +1)                   | 4                           |
|  | --   | Indépendants                                  |                       |                            | 5                           |
|  | --   | Total                                         | 54,92 %               | 217 ( +61)                 | 31                          |

## Crise de mai-juillet 2013
Le 12 mai 2013, le conseil national du parti de l'Istiqlal annonce son retrait de la coalition gouvernementale à la suite d'une réunion extraordinaire tenue à Rabat. Le début de cette crise politique commence en effet en septembre 2012, à la suite de l'élection de Abdelhamid Chabat à la tête du parti de l'Istiqlal, il critique alors publiquement le bilan gouvernemental et appelle au retrait de ses six ministres partisans du gouvernement. Le roi, alors en voyage privé en France, depuis le 10 mai, obtient néanmoins, par téléphone, un ajournement de la décision des instances dirigeantes de l'Istiqlal. Le 9 juillet 2013, cinq des six ministres istiqlaliens déposent officiellement leur démission au chef gouvernement, seul Mohamed Louafa refuse de mettre à exécution la décision de retrait du gouvernement prise par son parti et maintient son poste à l'Éducation nationale, il est suspendu par conséquent de son parti le 12 juillet 2013.
Avec la sortie du parti de l'Istiqlal de la coalition, le gouvernement Benkiran devient de facto minoritaire à la Chambre des représentants. Le parti de la justice et du développement (PJD), meneur du gouvernement, décide alors de former une nouvelle coalition en intégrant son opposant le Rassemblement national des indépendants (RNI), arrivé 3e lors des législatives de 2011. Le 10 octobre 2013, le gouvernement Benkiran II voit le jour et remplace le gouvernement Benkiran I. 

## Répartition des ministères

### Chef du gouvernement
| Image | Fonction             | Nom | Nom                 | Parti |
| ----- | -------------------- | --- | ------------------- | ----- |
|       | Chef du gouvernement |     | Abdel-Ilah Benkiran | PJD   |

### Ministres
| Image | Fonction                                                                                         | Nom | Nom                       | Parti |
| ----- | ------------------------------------------------------------------------------------------------ | --- | ------------------------- | ----- |
|       | Ministre d'État                                                                                  |     | Abdellah Baha             | PJD   |
|       | Ministre de l'Intérieur                                                                          |     | Mohand Laenser            | MP    |
|       | Ministre des Affaires étrangères et de la Coopération                                            |     | Saâdeddine El Othmani     | PJD   |
|       | Ministre de la Justice des Libertés                                                              |     | El Mostafa Ramid          | PJD   |
|       | Ministre des Habous et des Affaires islamiques                                                   |     | Ahmed Toufiq              | Ind.  |
|       | Secrétaire général du gouvernement                                                               |     | Driss Dahak               | Ind.  |
|       | Ministre de l'Économie et des Finances                                                           |     | Nizar Baraka              | PI    |
|       | Ministre de l'Habitat, de l'Urbanisme et de la Politique de la ville                             |     | Mohamed Nabil Benabdallah | PPS   |
|       | Ministre de l'Agriculture et de la Pêche maritime                                                |     | Aziz Akhannouch           | Ind.  |
|       | Ministre de l'Éducation nationale                                                                |     | Mohamed Louafa            | PI    |
|       | Ministre de l'Enseignement supérieur, de la Recherche scientifique et de la Formation des cadres |     | Lahcen Daoudi             | PJD   |
|       | Ministre de la Jeunesse et des Sports                                                            |     | Mohammed Ouzzine          | MP    |
|       | Ministre de l'Équipement et du Transport                                                         |     | Aziz Rabbah               | PJD   |
|       | Ministre de la Santé                                                                             |     | Houcine El Ouardi         | PPS   |
|       | Ministre de la Communication, porte-parole du gouvernement                                       |     | Mustapha El Khalfi        | PJD   |
|       | Ministre de l'Énergie, des Mines, de l'Eau et de l'Environnement                                 |     | Fouad Douiri              | PI    |
|       | Ministre de l'Emploi et de la Formation professionnelle                                          |     | Abdelouahed Souhaïl       | PPS   |
|       | Ministre de l'Industrie, du Commerce et des Nouvelles technologies                               |     | Abdelkader Amara          | PJD   |
|       | Ministre du Tourisme                                                                             |     | Lahcen Haddad             | MP    |
|       | Ministre de la Solidarité, de la Femme, de la Famille et du Développement social                 |     | Bassima Hakkaoui          | PJD   |
|       | Ministre de la Culture                                                                           |     | Mohamed Amine Sbihi       | PPS   |
|       | Ministre de l'Artisanat                                                                          |     | Abdessamad Kayouh         | PI    |
|       | Ministre chargé des Relations avec le Parlement et la Société civile                             |     | El Habib Choubani         | PJD   |

### Ministres délégués
| Image | Fonction                                                                        | Ministre de rattachement                              | Nom | Nom                       | Parti |
| ----- | ------------------------------------------------------------------------------- | ----------------------------------------------------- | --- | ------------------------- | ----- |
|       | Ministre délégué à l'Administration et la Défense nationale                     | Chef du gouvernement                                  |     | Abdellatif Loudiyi        | Ind.  |
|       | Ministre délégué aux Marocains résidant à l'étranger                            | Chef du gouvernement                                  |     | Abdellatif Maâzouz        | PI    |
|       | Ministre délégué                                                                | Ministre de l'Intérieur                               |     | Charki Draiss             | Ind.  |
|       | Ministre déléguée                                                               | Ministre des Affaires étrangères et de la Coopération |     | Youssef Amrani            | PI    |
|       | Ministre délégué aux Affaires générales et de la Gouvernance                    | Chef du gouvernement                                  |     | Mohamed Najib Boulif      | PJD   |
|       | Ministre délégué à la Fonction publique et la Modernisation de l'administration | Chef du gouvernement                                  |     | Abdelâdim El Guerrouj     | MP    |
|       | Ministre délégué au Budget                                                      | Ministre de l'Économie et des Finances                |     | Driss El Azami El Idrissi | PJD   |

## Actions
Conformément à l'article 88 de la constitution, le Chef du gouvernement a présenté le programme gouvernemental le mardi 17 janvier 2012 devant les membres du parlement.

Le jeudi 19 janvier 2012, le parlement a approuvé ce programme par 218 voix contre 135. Aucune abstention n'a été enregistrée.

Les cinq grands axes du programme
La déclaration gouvernementale repose sur trois bases sur lesquelles seront fondées les politiques gouvernementales, ainsi que leurs mises en application:
- action intégrée ;
- l'approche coopérative;
- lier la responsabilité à la reddition des comptes.

Dans la page 9 du programme qui en compte 97, cinq grandes directives sont instaurées :
- la consolidation de l’identité nationale unifiante dans la diversité de ses composantes tout en s’ouvrant sur les civilisations, les cultures et les langues étrangères ;

- la protection des droits et libertés acquis et leur élargissement, la régionalisation élargie et la bonne gouvernance ;

- le renforcement de l’économie nationale, la création d’emplois décents et l'instauration d'une politique économique garantissant une répartition équitable des richesses ;

- l’adoption d’un nouveau pacte social axé sur la solidarité entre les différentes couches sociales, entre les générations et les régions et assurant aux citoyens l’accès aux prestations sociales ;

- l'encouragement de la réactivité positive avec l'environnement régional et mondial et le renforcement du service public au profit des marocains résidant à l'étranger ;

Réactions de la classe politique
Ce programme a été qualifié par la majorité de la classe politique de "très ambitieux et d'audacieux". Mais l'accusation qui revient le plus souvent à l'égard du PJD et de son programme, jugé irréaliste, c'est celle de pratiquer le populisme.
Débats parlementaires
Programme gouvernemental face aux attentes de la société civile
Le chômage, le manque de prestations sociales adéquates et les problèmes liés au déséquilibre entre le pouvoir d'achat des citoyens et les prix exorbitants de l'habitat et des services médicaux constituent les principaux défis à l'action gouvernementale.
Mise en application du programme

## Popularité
Un peu plus d'une semaine après la victoire électorale du PJD le 27 novembre 2011, un sondage d'opinion réalisé pour le compte de l'hebdomadaire Actuel par l'institut LMS-CSA (filiale marocaine de l'institut de sondage français CSA) révèle que 82 % des Marocains font confiance au Chef du gouvernement Abdelilah Benkirane. Il montre aussi que la lutte contre la corruption, l'amélioration de l'accès aux soins et la réforme de l'éducation constituent alors les dossiers prioritaires du gouvernement aux yeux de la population.

## Critiques du roi Mohammed VI
Le roi Mohammed VI a en l'espace de trois semaines critiqué ouvertement le bilan du gouvernement à travers deux discours pronnocés. Le 30 juillet 2013, à l'occasion de la fête du Trône, le roi a tenu à préciser que le gouvernement actuel avait hérité d'une « situation saine » de la part du gouvernement précédent. Trois semaines plus tard, à l'occasion d'un discours prononcé lors de la 60e commémoration de la Révolution du roi et du peuple et à la veille de son cinquantième anniversaire, le roi dénoncera la politique du gouvernement islamiste Benkiran en matière d'éducation. Il la juge décevante et promet des réformes dans ce secteur qui doit être une priorité nationale. Il réactive à cette occasion le Conseil national de l'Éducation,.